# IC 971
IC 971 је спирална галаксија у сазвјежђу Дјевица која се налази на листи објеката дубоког неба у Индекс каталогу.
Деклинација објекта је - 10° 8' 23" а ректасцензија 14h 3m 52,7s. Привидна величина (магнитуда) објекта IC 971 износи 12,8 а фотографска магнитуда 13,5. IC 971 је још познат и под ознакама MCG -2-36-5, IRAS 14012-0954, PGC 50120.